# یوزف ونگژین
یوزف وِنگژین (لهستانی: Józef Węgrzyn؛ ۱۳ مارس ۱۸۸۴ – ۴ سپتامبر ۱۹۵۲) بازیگر اهل لهستان بود.
از فیلم‌ها یا مجموعه‌های تلویزیونی که وی در آن‌ها نقش داشته‌است، می‌توان به پروفسور ویلچور، غیرقابل‌تصور، شاهزاده وُویتسکا و پان تفاردوفسکی اشاره نمود.